# 崇德乡
崇德乡，是中华人民共和国四川省阿坝藏族羌族自治州小金县下辖的一个乡镇级行政单位。

## 行政区划
崇德乡下辖以下地区：
海坪村、崇德村、策耳足村和猛固村。